# Esqui estilo livre nos Jogos Olímpicos de Inverno de 2022 - Aerials masculino
O aerials masculino do esqui estilo livre nos Jogos Olímpicos de Inverno de 2022 foi disputado nos dias 15 e 16 de fevereiro no Parque de Neve Genting, em Zhangjiakou.

## Medalhistas
| Ouro   | CHN Qi Guangpu          |
| Prata  | UKR Oleksandr Abramenko |
| Bronze | ROC Ilya Burov          |

## Resultados

### Qualificação

#### Qualificação 1
Na primeira rodada de classificação, os seis primeiras atletas classificam-se diretamente à final. Os atletas restantes disputam a qualificação 2.
| Pos. | Bib | Ordem | Atleta               | País               | Pontuação | Notas |
| ---- | --- | ----- | -------------------- | ------------------ | --------- | ----- |
| 1    | 4   | 5     | Qi Guangpu           | CHN China          | 127.88    | Q     |
| 2    | 3   | 14    | Jia Zongyang         | CHN China          | 125.67    | Q     |
| 3    | 7   | 15    | Noé Roth             | SUI Suíça          | 123.08    | Q     |
| 4    | 9   | 24    | Eric Loughran        | USA Estados Unidos | 121.24    | Q     |
| 5    | 13  | 7     | Oleksandr Abramenko  | UKR Ucrânia        | 120.36    | Q     |
| 6    | 20  | 12    | Christopher Lillis   | USA Estados Unidos | 119.91    | Q     |
| 7    | 10  | 3     | Stanislav Nikitin    | ROC                | 119.47    |       |
| 8    | 15  | 17    | Justin Schoenefeld   | USA Estados Unidos | 118.59    |       |
| 9    | 17  | 23    | Ilya Burov           | ROC                | 117.65    |       |
| 10   | 19  | 21    | Stanislau Hladchenka | BLR Bielorrússia   | 115.49    |       |
| 11   | 14  | 6     | Miha Fontaine        | CAN Canadá         | 115.05    |       |
| 12   | 6   | 22    | Wang Xindi           | CHN China          | 114.60    |       |
| 13   | 16  | 8     | Émile Nadeau         | CAN Canadá         | 112.83    |       |
| 14   | 5   | 11    | Pirmin Werner        | SUI Suíça          | 112.22    |       |
| 15   | 12  | 20    | Sherzod Khashyrbayev | KAZ Cazaquistão    | 109.74    |       |
| 16   | 21  | 19    | Maksim Gustik        | BLR Bielorrússia   | 109.74    |       |
| 17   | 23  | 16    | Lloyd Wallace        | GBR Grã-Bretanha   | 108.41    |       |
| 18   | 22  | 9     | Pavel Dzik           | BLR Bielorrússia   | 106.20    |       |
| 19   | 25  | 13    | Lewis Irving         | CAN Canadá         | 103.98    |       |
| 20   | 11  | 10    | Nicolas Gygax        | SUI Suíça          | 101.77    |       |
| 21   | 1   | 2     | Maxim Burov          | ROC                | 95.02     |       |
| 22   | 18  | 18    | Oleksandr Okipniuk   | UKR Ucrânia        | 92.76     |       |
| 23   | 2   | 4     | Sun Jiaxu            | CHN China          | 85.40     |       |
| 24   | 8   | 1     | Dmytro Kotovskyi     | UKR Ucrânia        | 73.89     |       |

#### Qualificação 2
Na segunda rodada de classificação os seis primeiras atletas se classificam à final.
| Pos. | Bib | Ordem | Atleta               | País               | 1ª rodada | 2ª rodada | Melhor | Notas |
| ---- | --- | ----- | -------------------- | ------------------ | --------- | --------- | ------ | ----- |
| 1    | 18  | 13    | Oleksandr Okipniuk   | UKR Ucrânia        | 92.76     | 125.00    | 125.00 | Q     |
| 2    | 5   | 9     | Pirmin Werner        | SUI Suíça          | 112.22    | 123.45    | 123.45 | Q     |
| 3    | 17  | 18    | Ilya Burov           | ROC                | 117.65    | 120.36    | 120.36 | Q     |
| 4    | 10  | 3     | Stanislav Nikitin    | ROC                | 119.47    | 86.88     | 119.47 | Q     |
| 5    | 15  | 12    | Justin Schoenefeld   | USA Estados Unidos | 118.59    | 105.88    | 118.59 | Q     |
| 6    | 19  | 16    | Stanislau Hladchenka | BLR Bielorrússia   | 115.49    | 107.69    | 115.49 | Q     |
| 7    | 14  | 5     | Miha Fontaine        | CAN Canadá         | 115.05    | 107.69    | 115.05 |       |
| 8    | 6   | 17    | Wang Xindi           | CHN China          | 114.60    | 98.19     | 114.60 |       |
| 9    | 8   | 1     | Dmytro Kotovskyi     | UKR Ucrânia        | 73.89     | 114.03    | 114.03 |       |
| 10   | 1   | 2     | Maxim Burov          | ROC                | 95.02     | 113.28    | 113.28 |       |
| 11   | 16  | 6     | Émile Nadeau         | CAN Canadá         | 112.83    | 102.26    | 112.83 |       |
| 12   | 2   | 4     | Sun Jiaxu            | CHN China          | 85.40     | 110.86    | 110.86 |       |
| 13   | 12  | 15    | Sherzod Khashyrbayev | KAZ Cazaquistão    | 109.74    | 69.23     | 109.74 |       |
| 14   | 21  | 14    | Maksim Gustik        | BLR Bielorrússia   | 109.74    | 97.20     | 109.74 |       |
| 15   | 23  | 11    | Lloyd Wallace        | GBR Grã-Bretanha   | 108.41    | 71.94     | 108.41 |       |
| 16   | 22  | 7     | Pavel Dzik           | BLR Bielorrússia   | 106.20    | 81.45     | 106.20 |       |
| 17   | 25  | 10    | Lewis Irving         | CAN Canadá         | 103.98    | 80.99     | 103.98 |       |
| 18   | 11  | 8     | Nicolas Gygax        | SUI Suíça          | 101.77    | 103.62    | 103.62 |       |

### Finais
Na fase final são três rodadas de saltos, com três esquiadores sendo eliminadas após a primeira rodada e outros três eliminadas após a segunda rodada. A terceira rodada é decisiva e é composta por seis atletas.
| Pos. | Bib | Atleta               | País               | Final 1 | Final 1 | Final 1 | Final 2     |
| Pos. | Bib | Atleta               | País               | Salto 1 | Salto 2 | Melhor  | Final 2     |
| ---- | --- | -------------------- | ------------------ | ------- | ------- | ------- | ----------- |
| 01 ! | 4   | Qi Guangpu           | CHN China          | 125.22  | 114.48  | 125.22  | 129.00      |
| 02 ! | 13  | Oleksandr Abramenko  | UKR Ucrânia        | 123.53  | 113.57  | 123.53  | 116.50      |
| 03 ! | 17  | Ilya Burov           | ROC                | 109.05  | 129.50  | 129.50  | 114.93      |
| 4    | 5   | Pirmin Werner        | SUI Suíça          | 126.24  | 114.93  | 126.24  | 111.50      |
| 5    | 15  | Justin Schoenefeld   | USA Estados Unidos | 120.36  | 123.53  | 123.53  | 106.50      |
| 6    | 20  | Christopher Lillis   | USA Estados Unidos | 125.67  | 122.17  | 125.67  | 103.00      |
| 7    | 3   | Jia Zongyang         | CHN China          | 123.45  | 88.69   | 123.45  | Não avançou |
| 8    | 7   | Noé Roth             | SUI Suíça          | 122.13  | 110.41  | 122.13  | Não avançou |
| 9    | 18  | Oleksandr Okipniuk   | UKR Ucrânia        | 91.40   | 122.01  | 122.01  | Não avançou |
| 10   | 10  | Stanislav Nikitin    | ROC                | 117.26  | 119.00  | 119.00  | Não avançou |
| 11   | 19  | Stanislau Hladchenka | BLR Bielorrússia   | 115.93  | 116.29  | 116.29  | Não avançou |
| 12   | 9   | Eric Loughran        | USA Estados Unidos | 111.95  | 90.50   | 111.95  | Não avançou |

Legenda
| Recorde mundial      | Recorde mundial (World record)               |                       | Recorde africano                      | Recorde africano (African) |                                           | Q | Classificado por posição (Qualified) |
| Recorde olímpico     | Recorde olímpico (Olympic record)            | Recorde da América    | Recorde da América (Americas)         | q                          | Classificado por melhor tempo (Qualified) |   |                                      |
| Melhor marca do ano  | Melhor marca do ano (World leading)          | Recorde asiático      | Recorde asiático (Asian)              | DNS                        | Não largou (Did not start)                |   |                                      |
| Recorde nacional     | Recorde nacional (National record)           | Recorde europeu       | Recorde europeu (European)            | DNF                        | Não terminou (Did not finish)             |   |                                      |
| Recorde pessoal      | Recorde pessoal do atleta (Personal best)    | Recorde da Oceania    | Recorde da Oceania (Oceania)          | DSQ / DQ                   | Desclassificado (Disqualified)            |   |                                      |
| Recorde da temporada | Recorde da temporada do atleta (Season best) | Recorde sul-americano | Recorde sul-americano (South America) | NM                         | Sem marca (No mark)                       |   |                                      |